# Issam Tej
Issam Tej (29 de julio de 1979, Túnez, República de Túnez) es un pivote de balonmano tunecino que juega en el US Créteil HB.
Juega desde 1999 para la selección de balonmano de Túnez con la que ha jugado 261 partidos anotando 668 goles. Con Túnez, ha jugado los Juegos Olímpicos de Sídney 2000 y los Juegos Olímpicos de Londres 2012.

## Equipos
- Espérance Sportive de Tunis (1995-2003)
- Sélestat Alsace HB (2003-2006)
- Montpellier HB (2006-2016)
- El Jaish SC (2016-2017)
- US Créteil HB (2017- )

## Palmarés

### Montpellier HB
- Liga Francesa (2008, 2009, 2010, 2011 y 2012)
- Copa de Francia (2006, 2008, 2009, 2010 y 2012)
- Copa de la Liga de Francia (2007, 2008, 2010, 2011 y 2012)
- Supercopa de Francia (2010 y 2011)

### Selección nacional

#### Campeonato de África
- Medalla de bronce en el Campeonato de África de 2000
- Medalla de oro en el Campeonato de África de 2002
- Medalla de plata en el Campeonato de África de 2004
- Medalla de oro en el Campeonato de África de 2006
- Medalla de plata en el Campeonato de África de 2008
- Medalla de oro en el Campeonato de África de 2010
- Medalla de oro en el Campeonato de África de 2012

#### Juegos Mediterráneos
- Medalla de plata en los Juegos Mediterráneos de 2001
- Medalla de bronce en los Juegos Mediterráneos de 2005

### Consideraciones personales
- 4 veces elegido mejor pivote de la Liga de Francia (2006, 2010, 2012 y 2013)
- 3 veces elegido mejor pivote del campeonato de África (2008, 2010 y 2012)